# Miškovići (Pag)
Miškovići su naselje u Hrvatskoj, u Zadarskoj županiji, koje pripada gradu Pagu.

## Zemljopis
Miškovići se nalaze na otoku Pag, oko 30 km sjeverozapadno od Zadra. Prvo su naseljeno mjesto s istočne strane Paga.

## Vrijeme
Područje naselja Miškovići i uopće otoka Paga poznato je po buri, koja u ovim krajevima doseže olujne razmjere. Mjesto je prava oaza čistoga i bistroga mora. Prigodna je lučica za zaklon od direktnog udara bure.

## Stanovništvo
Miškovići su naselje čiji stanovnici većinom također nose prezime Mišković.

| broj stanovnika | 59    | 55    |
|                 | 2011. | 2021. |

##### Povijest
Selo Miškovići nastalo je početkom 19. stoljeća doseljenjem obitelji Stupičić (Mišković) iz Dinjiške na crkveni posjed, a do osnutka Jugoslavije selo se zvalo Ždrijac. Inače prezime Mišković je nastalo od Stupičića, a Mišković je bio samo nadimak tog prezimena. 

## Vanjske poveznice
- Otok Pag  Arhivirana inačica izvorne stranice od 19. travnja 2016. (Wayback Machine)

|  | Portal Hrvatske – Pristup člancima s tematikom o Hrvatskoj. |